# Thomas Frankland Lewis
Thomas Frankland Lewis, primer Baronet (14 de mayo de 1780 - 22 de enero de 1855) fue un Comisionado de Pobreza británico y parlamentario conservador

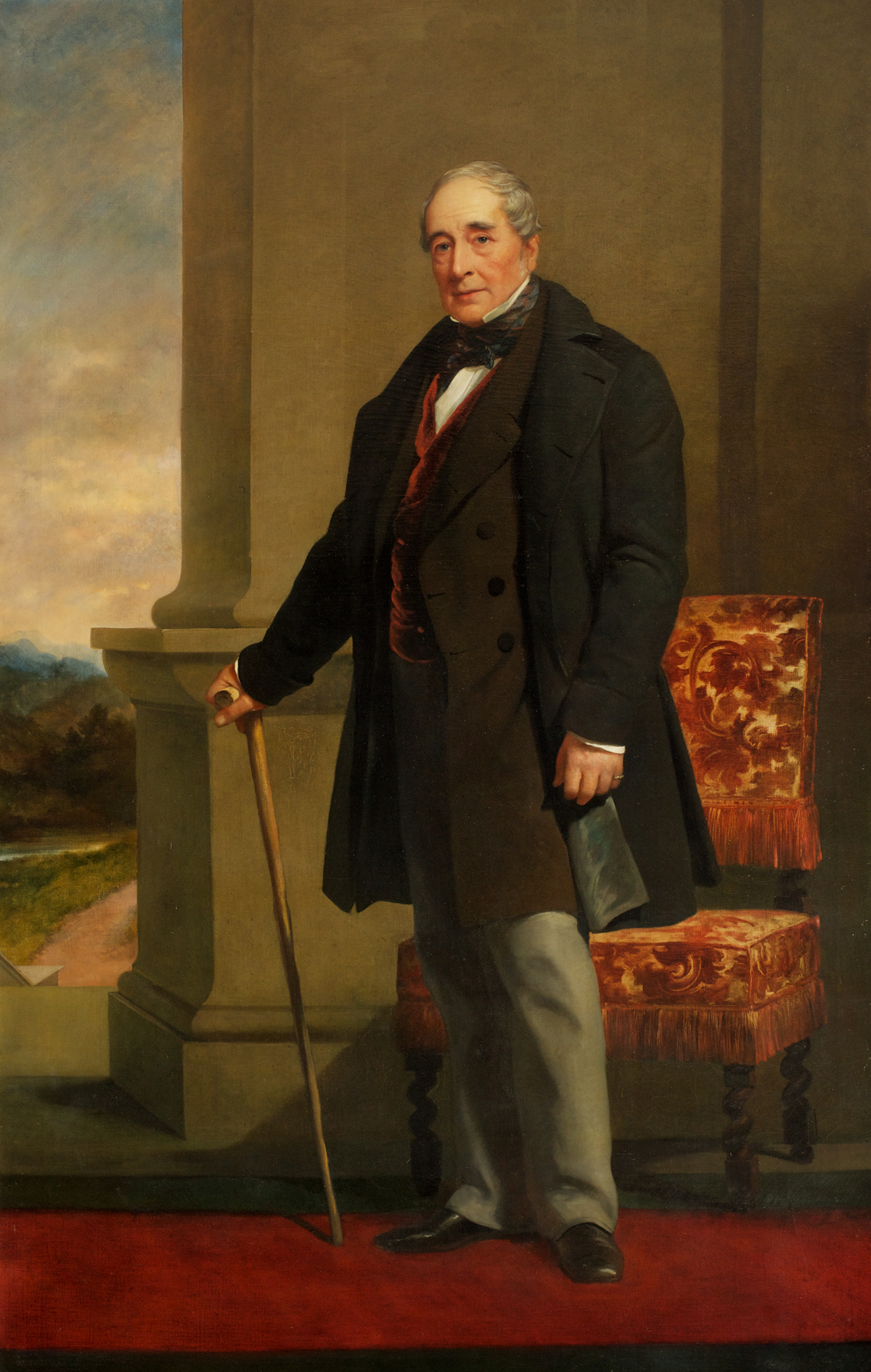
Sir Thomas Frankland Lewis, pintura de 1854

## Primeros años
Lewis era el hijo de John Lewis y Anne Frankland, hija de Sir Thomas Frankland, 5º Baronet.  Nacido en Great Ormond Street , Londres, se educó en el Eton College y asistió a Christ Church, Oxford sin graduarse. Su padre murió en 1797.

## Parlamentario
Lewis era el administrador de las propiedades familiares en Radnorshire, y fue nombrado Sheriff del condado de Radnorshire durante 1804–05. Fue ambicioso al ingresar en la política nacional como miembro del Parlamento, lo que hizo en 1812 como seguidor de Lord Bulkeley, en Beaumaris.
Lewis fue parlamentario durante casi todos los años entre 1812 y 1855, por la circunscripción irlandesa de Ennis (1826–1828), y las galesas de Radnorshire (1828–1834) y Radnor Boroughs (1847–1855).  Inicialmente fue conocido por su apoyo a la influyente familia Grenville; si bien apoyó los intereses de los terratenientes y la agricultura, su simpatía con la emancipación católica lo hizo inaceptable para el ministerio conservador. A partir de 1821 siguió el consejo de Lord Grenville para trabajar en una comisión pública.
Fue elegido miembro de la Royal Society en 1820.

## Comisionado
El 24 de junio de 1824, Lewis fue nombrado miembro de la Comisión Real para investigar la naturaleza y el alcance de la Instrucción proporcionada por las diversas Instituciones en Irlanda establecidas con el propósito de Educación, donde prestó servicios junto con los demás Comisionados: John Leslie Foster, William Grant, James Glassford y Anthony Richard Blake.
Como presidente (1834-1839) de la Comisión de la Ley de los Pobres, se enfrentó de inmediato con Edwin Chadwick, quien había sido el motor de la reforma de la Ley de los Pobres.  Chadwick era secretario, no (como había esperado) en la propia Junta; y Lewis con George Nicholls y John Shaw-Lefevre procedieron a anular sus opiniones.
Lewis presidió la comisión sobre los disturbios galeses de Rebecca y la comisión subsiguiente que abolió los impuestos de las carreteras de peaje. Fue nombrado baronet en 1846. 

## Familia
Se casó con Harriet Cornewall, una hija de Sir George Cornewall, segundo Baronet y Catherine Cornewall. Tuvieron dos hijos: 
- George Cornewall Lewis (21 de abril de 1806 - 13 de abril de 1863).
- Gilbert Frankland Lewis (21 de julio de 1808 - 18 de diciembre de 1883).